# Tonic (musikgrupp)
Tonic är ett amerikanskt rockband med influenser från grungen. Bandet bildades i Los Angeles 1993 av Emerson Hart, Jeff Russo, Dan Rothchild och Kevin Shepard och var aktivt fram till 2004 då bandet tog en paus fram till 2008.

## Medlemmar
Nuvarande medlemmar
- Emerson Hart – ledsång, bakgrundssång, akustisk gitarr, elektrisk rytmgitarr (1993–2004, 2008–)
- Jeff Russo – sologitarr, slidegitarr, keyboard, bakgrundssång (1993–2004, 2008–)
- Dan Lavery – basgitarr, keyboard, piano, bakgrundssång (1996–2004, 2008–)

Turnerande medlemmar
- Pete Maloney – trummor
- Miles McPherson – trummor
- Ian O'neill – trummor
- Kasey Todd – trummor

Tidigare medlemmar
- Dan Rothchild – basgitarr (1993–1994)
- Kevin Shepard – trummor (1993–1996)
- Pierce Bowers – basgitarr (1994–1996)

## Diskografi
Studioalbum
- 1996 – Lemon Parade
- 1999 – Sugar
- 2002 – Head on Straight
- 2010 – Tonic
- 2016 – Lemon Parade Revisited

Livealbum
- 1999 – Live and Enhanced

Singlar
- 1996 – "Casual Affair"
- 1996 – "If You Could Only See"
- 1997 – "Open Up Your Eyes"
- 1997 – "Soldier's Daughter"
- 1999 – "Knock Down Walls"
- 1999 – "Sugar" / "Mean To Me"
- 1999 – "You Wanted More"
- 2000 – "Mean to Me"
- 2010 – "Release Me"

Samlingsalbum
- 2009 – A Casual Affair: The Best of Tonic